# Aloe chabaudii

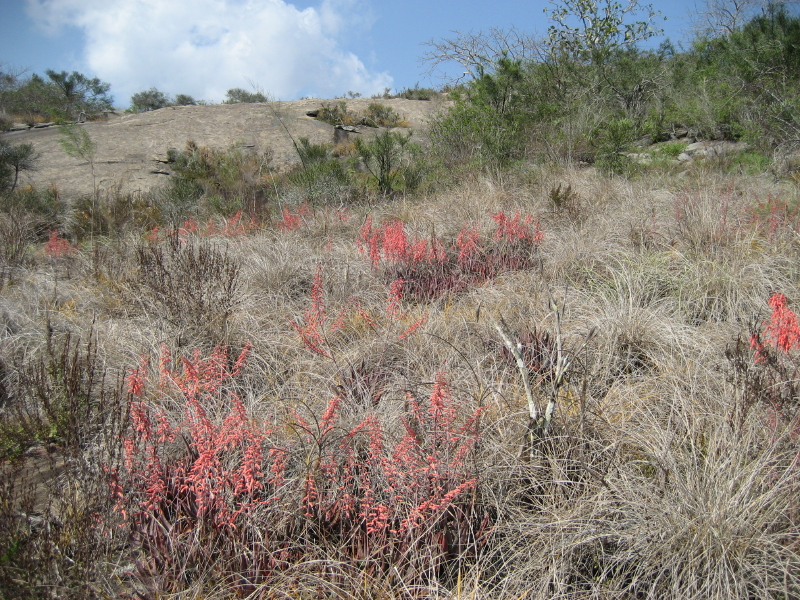
Aloe chabaudii auf dem Monte Caramiria in Mosambik

Aloe chabaudii ist eine Pflanzenart der Gattung der Aloen in der Unterfamilie der Affodillgewächse (Asphodeloideae). Das Artepitheton chabaudii ehrt John A. Chabaud, einen Pflanzenzüchter aus Port Elizabeth.

## Beschreibung

### Vegetative Merkmale
Aloe chabaudii wächst stammlos oder kurz stammbildend, sprosst und bildet kleine bis große Gruppen. Die etwa 20 eiförmig-lanzettlichen  Laubblätter bilden dichte Rosetten. Die trüb graugrüne bis glauk-grüne Blattspreite ist bis zu 50 Zentimeter lang und 10 Zentimeter breit. Die Blattoberfläche ist undeutlich liniert. Gelegentlich sind wenige zerstreute H-förmige Flecken vorhanden. Die nahe der Blattbasis hellbräunlichen Zähne am schmalen, gräulichen, hornigen Blattrand sind 1 bis 2 Millimeter lang und stehen 5 bis 10 Millimeter voneinander entfernt. Zur Blattspitze hin werden sie mehr bräunlich, hakiger und stehen weiter voneinander entfernt.

### Blütenstände und Blüten
Der Blütenstand besteht aus sechs bis zwölf Zweigen und erreicht eine Höhe von 60 bis 80 Zentimeter (selten bis zu 100 Zentimeter). Die ein bis drei untersten Zweige sind nochmals verzweigt. Die ziemlich lockeren, zylindrischen und leicht spitz zulaufenden Trauben sind 6 bis 15 Zentimeter lang und 10 Zentimeter breit. Sie bestehen aus 30 bis 40 Blüten. Die eiförmig-spitzen oder deltoid spitz zulaufenden Brakteen weisen eine Länge von 3 bis 5 Millimeter auf. Die hell ziegelroten, an ihrer Mündung helleren Blüten stehen an schiefen bis fast horizontalen, 20 bis 25 Millimeter langen Blütenstielen, die nach oben hin kürzer werden. Die Blüten sind 35 bis 40 Millimeter lang und an ihrer Basis kurz verschmälert. Auf Höhe des Fruchtknotens weisen sie einen Durchmesser von 7 Millimeter auf. Darüber sind die Blüten auf 5 Millimeter verengt und zur Mündung hin erweitert. Ihre äußeren Perigonblätter sind auf einer Länge von 8 Millimetern nicht miteinander verwachsen. Die Staubblätter und der Griffel ragen 2 bis 3 Millimeter aus der Blüte heraus.

### Genetik
Die Chromosomenzahl beträgt {\displaystyle 2n=14}.

## Systematik und Verbreitung
Aloe chabaudii ist in Tansania, Zaire, Sambia, Simbabwe, Malawi, Mosambik, Eswatini und Südafrika verbreitet. Aloe chabaudii var. chabaudii wächst dort in Höhenlagen von 380 bis 1610 Metern auf oder an der Basis von Granitvorkommen. Aloe chabaudii var. mlanjeana ist in Malawi auf felsigen Hängen in 1524 Metern Höhe verbreitet. Das Verbreitungsgebiet von Aloe chabaudii var. verekeri sind feuergeschützte Habitate auf felsigen Grund in Mosambik und Simbabwe.
Die Erstbeschreibung durch Selmar Schönland wurde 1905 veröffentlicht. Es werden folgende Varietäten unterschieden:
- Aloe chabaudii var. chabaudii
- Aloe chabaudii var. mlanjeana Christian
- Aloe chabaudii var. verekeri Christian

Aloe chabaudii var. mlanjeana

Die Unterschiede zu Aloe chabaudii var. chabaudii sind: Die grünen, im oberen Teil ziegelrot werdenden Laubblätter sind 30 bis 40 Zentimeter lang und 9 Zentimeter breit. Die 3 Millimeter langen Zähne am hornigen Blattrand stehen 10 bis 15 Millimeter voneinander entfernt. Der schiefe Blütenstand erreicht eine Länge von 40 bis 50 Zentimeter. Die korallenroten Blüten sind 30 bis 32 Millimeter lang und befinden sich an 18 bis 20 Millimeter langen Blütenstielen. Auf Fruchtknotenhöhe weisen sie einen Durchmesser von 9 Millimeter auf. Die Perigonblätter sind für 12 Millimeter frei.
Die Erstbeschreibung der Varietät durch Hugh Basil Christian wurde 1938 veröffentlicht.
Aloe chabaudii var. verekeri

Die Unterschiede zu Aloe chabaudii var. chabaudii sind: Die Laubblätter sind olivgrün und werden während der Trockenzeit in der oberen Hälfte rötlich. Der Blattrand ist weiß, die Zähne sind 4 Millimeter lang und hakig. Die Trauben am Blütenstand sind fast kopfig und erreicht eine Länge von etwa 8 Zentimetern. Die Farbe der Blüten umfasst verschiedene Schattierungen von rot und gelb. Sie sind 32 Millimeter lang und befinden sich an 15 bis 17 Millimeter langen Blütenstielen.
Die Erstbeschreibung der Varietät erfolgte ebenfalls durch Hugh Basil Christian und wurde 1938 veröffentlicht.

## Nachweise